# Condado de Rockingham (Carolina del Norte)
El condado de Rockingham (en inglés: Rockingham County, North Carolina), fundado en 1785, es uno de los 100 condados del estado estadounidense de Carolina del Norte. En el año 2000 tenía una población de 91 928 habitantes con una densidad poblacional de 63 personas por km². La sede del condado es Wentworth.

## Geografía
Según la Oficina del Censo, el condado tiene un área total de 1481 km² (571,8 mi²), de la cual 1466 km² (566 mi²) es tierra y 16 km² (6,2 mi²) es agua.

### Municipios
El condado se divide en once municipios: Municipio de Huntsville, Municipio de Leaksville, Municipio de Madison, Municipio de Mayo, Municipio de New Bethel, Municipio de Price, Municipio de Reidsville, Municipio de Ruffin, Municipio de Simpsonville, Municipio de Wentworth y Municipio de Williamsburg.

### Condados adyacentes
- Condado de Pittsylvania - noreste
- Condado de Caswell - este
- Condado de Guiford - sur
- Condado de Alamance - sureste
- Condado de Stokes - oeste
- Condado de Henry - noroeste

## Demografía
En el 2000 la renta per cápita promedia del condado era de $33 784, y el ingreso promedio para una familia era de $40 821. El ingreso per cápita para el condado era de $17 120. En 2000 los hombres tenían un ingreso per cápita de $30 479 contra $22 437 para las mujeres. Alrededor del 12,80% de la población estaba bajo el umbral de pobreza nacional.

## Lugares

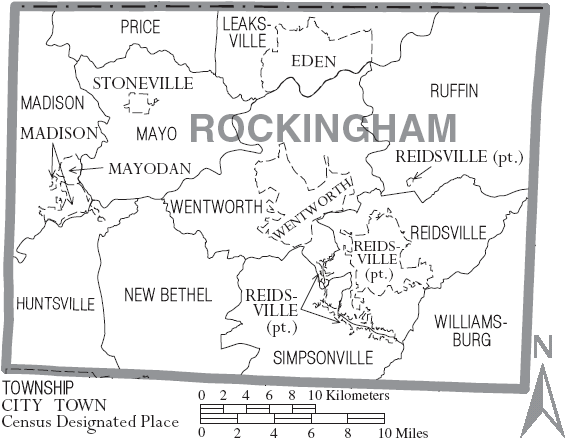
Mapa del Condado de Rockingham en Carolina del Norte con sus municipios

### Ciudades y pueblos
- Eden
- Madison
- Mayodan
- Reidsville
- Stoneville
- Wentworth

### Comunidades no incorporadas
- Ruffin
- Monroeton